# Batalla de Lechfeld
La batalla de Lechfeld, també anomenada batalla del riu Lech i comunament coneguda en la història hongaresa com la segona batalla d'Augsburg (augsburgi CSAT) (10 d'agost del 955), va ser un decisiu enfrontament armat entre els magiars, comandats pel seu harka Bulcsú i els lloctinents Lehel i Súr, amb l'exèrcit de l'emperador germànic Otó I el Gran. El camp de batalla estava al nord-oest de l'actual ciutat d'Augsburg, en una plana al costat del riu Lech. La batalla va concloure amb l'aclaparadora victòria de l'emperador, que havia fet les paus amb els altres governants germànics i juntament van aplegar un gran exèrcit, el qual va posar la fi a anys d'incursions a l'Europa Central per part d'unes tribus que practicaven el pillatge com a mode de vida.
Els historiadors creuen que l'elecció d'Otó com a emperador i el fet de confiar-li l'estratègia va ser decisiu per la victòria i per acabar definitivament amb el conflicte. Els mateixos bàndols s'havien trobat en la primera batalla de Lechfeld que va passar aproximadament al mateix lloc, però quaranta-cinc anys abans i amb resultats diferents. Els caps europeus havien tingut anys per aprendre dels errors i per saber trobar el punt feble del contrincant. És de destacar també la participació que van tenir els camperols de la zona que van donar cacera als fugitius de la batalla.

## Antecedents de la batalla

### Període anterior a Otó
Procedents d'Àsia van arribar l'any 896 a Europa una tribu de nòmades anomenats els magiars. En un primer moment van ocupar la Pannònia, la seva economia es basava en la ramaderia i practicaven el pillatge com a complement, va ser l'època de la creació del Principat d'Hongria. Les seves incursions per Europa ja duraven noranta-tres anys. Van saquejar i incendiar pobles de tot el Sacre Imperi Romanogermànic i després fugien aprofitant que la seva cavalleria era més ràpida. Encara que generalment evitaven presentar batalla, de vegades es van haver d'enfrontar amb exèrcits, però el resultat no era decisiu, acordaven treves i al cap d'un temps tornaven al seu mode de vida. El 907, es va lliurar la Batalla de Bratislava, el 908 la batalla d'Eisenach, el 910 la primera Batalla de Lechfeld el 910, la batalla de Puchen el 919, i posteriorment els magiars també van travessar el riu Rin i van atacar Burgúndia, provant ser una amenaça difícil de contenir. Més tard va tenir lloc una de les seves primeres grans derrotes a la batalla de Merseburg, on el rei Enric I l'Ocellaire els venceria hàbilment.

### Arribada d'Otó al títol imperial
La victòria de l'emperador Otó I el Gran, renovador en el Sacre Imperi de la dinastia Saxona, emperador després d'un llarg interregne, va arribar al govern en un moment crític. Moltes dècades de vandalisme dels magiars sobre Alemanya i Itàlia havien posat de manifest la incapacitat dels anteriors reis carolingis de la Frància Oriental i d'Itàlia per contenir els seus atacs. D'altra banda, per primera vegada, les tribus magiars estaven demostrant que havien adoptat en part tècniques avançades de guerra occidentals amb la utilització de màquines de setge, com les que van fer servir per superar les muralles d'Augsburg els dies anteriors a la batalla de Lechfeld. Aquestes innovacions bèl·liques suposaven una amenaça molt més gran, ja que els permetia penetrar en ciutats fortificades, en comptes de les simples expedicions a la recerca de botins fàcils que acostumaven a fer.
Aquesta invasió dels magiars va arribar en el moment en què Otó acabava de posar fi a una rebel·lió a la Francònia. Hi havia algunes revoltes al nord, indici del malestar entre els eslaus del Baix Elba, així que Otó va haver de deixar la major part de les seves tropes saxones en el seu Ducat Nacional de Saxònia.

## Batalla

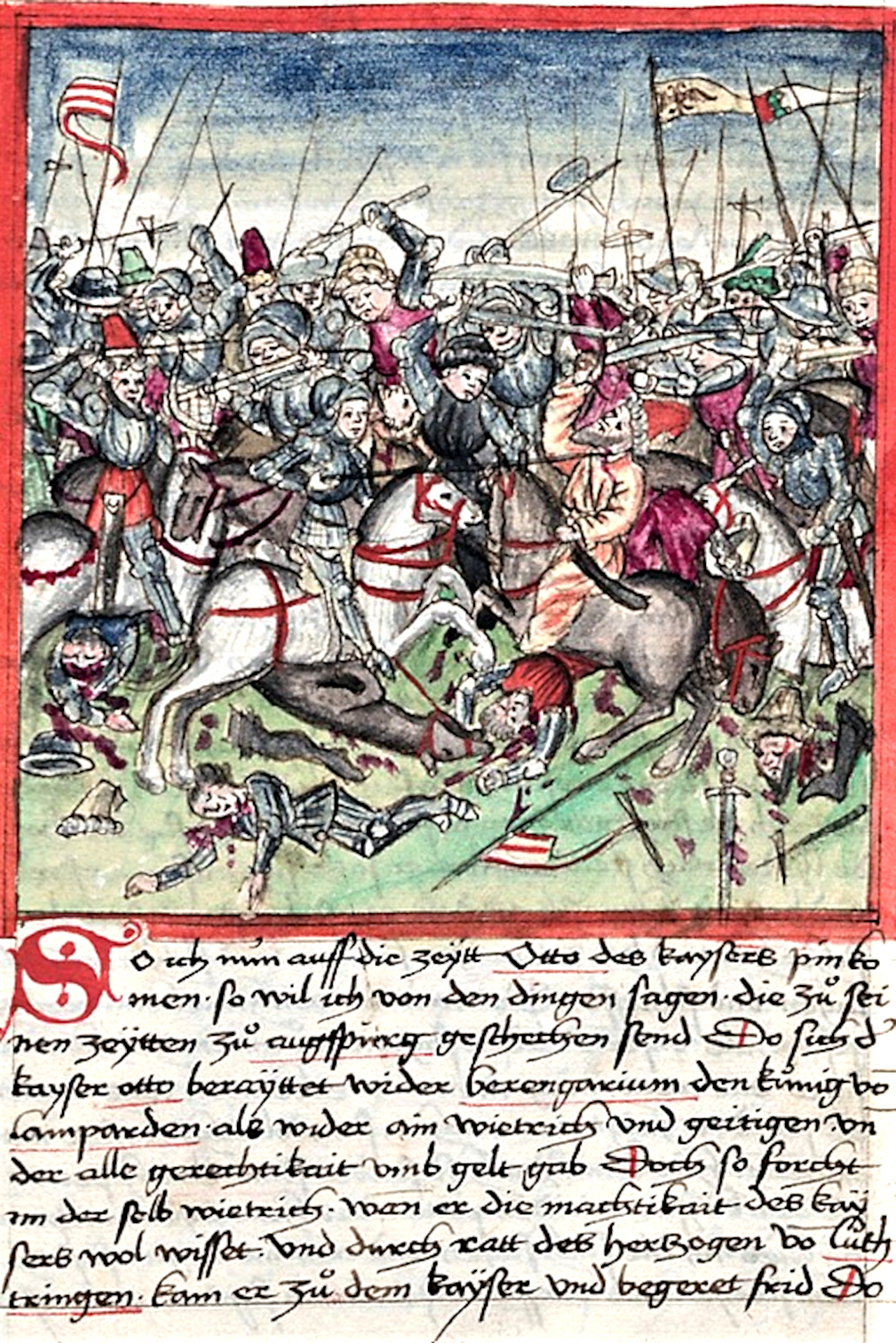
Il·lustració elaborada el 1457 per Hektor Mülich (1415-1490).

Otó va convocar uns vuit mil homes per lluitar contra la invasió. Les tropes imperials estaven dividides en vuit legions, divisions de cavalleria pesant d'uns mil homes cadascuna, amb la composició repartida per nacions: tres legions de Baviera, dues de Suàbia, una de Francònia (els homes havien estat recentment derrotats per les tropes saxones de l'emperador) i una de Bohèmia sota el comandament del príncep Boleslav. La vuitena divisió, comandada pel mateix emperador Otó I el Gran i una mica més gran que les altres, incloïa saxons, turingis i la guàrdia personal del rei.
Segons narra Widukind de Corvey, Otó va plantar el campament a tocant de la ciutat d'Augsburg i es va unir a les tropes del duc de Baviera que ja estaven allà, però que tenien el seu comandant, Enric I, mort. Llavors va arribar el duc de Lotaríngia, Conrad el Roig, la presència del qual va engrescar tant les tropes que van demanar entrar en combat. El motiu d'aquesta alegria era que Conrad primerament havia dit que no s'uniria a aquesta batalla.
En un moviment evident de bloqueig de la ruta d'escapament dels magiars, Otó va creuar el riu Lech pel nord d'Augsburg, fet que va forçar els magiar a abandonar el setge que estaven practicant, els quals van iniciar el retorn cap a les seves bases de Pannònia al sud, passant per la riba esquerra (occidental) del riu, mentre que l'exèrcit imperial ho feia per la riba dreta (oriental) per posar-se entre l'horda i el territori on volien anar els magiars. La batalla es va iniciar quan els hongaresos van travessar el riu.
El primer enfrontament va ser contra les tropes de Bohèmia, però els magiars van retrocedir després d'una breu lluita. Per Otó va ser evident que era el moment d'atacar i no en va dubtar. Malgrat el núvol de fletxes que van enviar els magiars, les tropes d'Otó van penetrar dins la línia enemiga i van començar a causar baixes. Els alemanys van lluitar cos a cos amb els magiars sense donar-los oportunitat perquè apliquessin la seva tàctica de guerrers nòmades consistent en atacar i fugir. Bulcsú va provar de fer una retirada amb els seus homes per intentar distreure els soldats d'Otó i fer que abandonessin la lluita per perseguir-los, però no va funcionar. La línia alemanya va mantenir la disciplina i només quan havien causat moltes baixes, en comptes de celebrar la victòria, es van dedicar a perseguir els que havien fugit, persecució que va durar un parell de dies fins a assegurar-se que tots els líders magiars eren capturats.

## Detalls tàctics
Otó va situar el seu l'exèrcit en una sola línia d'atac, sense reserves. De dreta a esquerra la línia estava formada en aquest ordre: els de Francònia, les tres divisions de Baviera, la d'Otó i les de Suàbia; els de Bohèmia es van quedar protegint el campament, en una situació important però no directament implicada, ja que l'emperador no en tenia plena confiança en ells puix que havien estat els seus contrincants abans de fer les paus poc abans. Els magiars feien atacs frontals ràpids fent servir l'arc al mateix temps que cavalcaven en cercles, mentre que les tropes imperials, també a cavall, no eren tan ràpides perquè carregaven amb fortes espases i armadures. Els magiars es van centrar primer en el campament on les tropes bohèmies de Boleslav van lluitar fins a la mort. Quan els magiar es van girar, esperant poder retirar-se, es van veure forçats a lluitar contra les tropes de Suàbia, al mateix temps que els de Bohèmia seguien atacant per darrere. Otó va donar l'ordre a Conrad de fer sortir la seva divisió de la posició a l'extrem dret de la línia i col·locar-se més al darrere per donar suport als de Suàbia, que estaven a l'esquerra. Conrad va executar la difícil maniobra i els seus cavallers van atacar els magiars. Aquests, atrapats entre els de Conrad i els de Suàbia van patir moltes baixes i el grup supervivent va quedar molt afeblit. Mentrestant, Otó i els de Baviera guanyaven en l'atac frontal que havien iniciat. Otó va ordenar un avanç general i Conrad va morir ferit per una fletxa.
Veient que el dia avançava en contra d'ells, els magiars van decidir abandonar: si ho feien pel riu tenien poques possibilitats de sobreviure, ja que era molt fondo i tenia la llera plena de pedres on probablement els cavalls s'haguessin encallat i els guerrers haurien mort atacats pels imperials mentre estiraven dels cavalls; calia arriscar-se a passar pel mig dels atacants per tornar al seu campament. Alguns ho van aconseguir, però es van haver d'aturar cap al sud i a l'est perquè tenien els cavalls esgotats, aturada durant la qual van ser capturats per petites partides de camperols que els van sortir a l'encontre armats de coratge i de qualsevol eina que poguessin fer servir com a arma.

## Conseqüències de la batalla
Acabada la batalla, no van quedar dubtes sobre l'acceptació d'Otó rei d'Alemanya com a líder imperial, tots els sodats el van aclamar i uns dies després el papa Joan XII el va coronar com a emperador del Sacre Imperi Romanogermànic.
Otó va descansar aquella nit a Ausburg i va manar que vigilessin tots els ponts i guals dels rius.
Després de la batalla, Enric I, duc de Baviera faria penjar als cabdills magiars Bulcsú, Súr i Lehel a Ratisbona; als que van executar els van fer tallar les orelles i el nas. Una victòria magiar a Augsburg hagués obert una nova i perillosa fase del conflicte per al Sacre Imperi Romanogermànic, on no estarien segures les ciutats fortificades de l'imperi. Després de la mort dels principals líders, i probablement del gran príncep hongarès Falicsi, el Principat d'Hongria canviaria de comandament i Taksony seria elegit cap suprem (qui també era descendent del gran príncep Àrpad). Taksony va començar el procés de sedentarisme i procuraria establir relacions pacífiques amb l'emperador alemany. El seu besnet seria sant Esteve I d'Hongria.

## Llegenda de la banya de Lehel

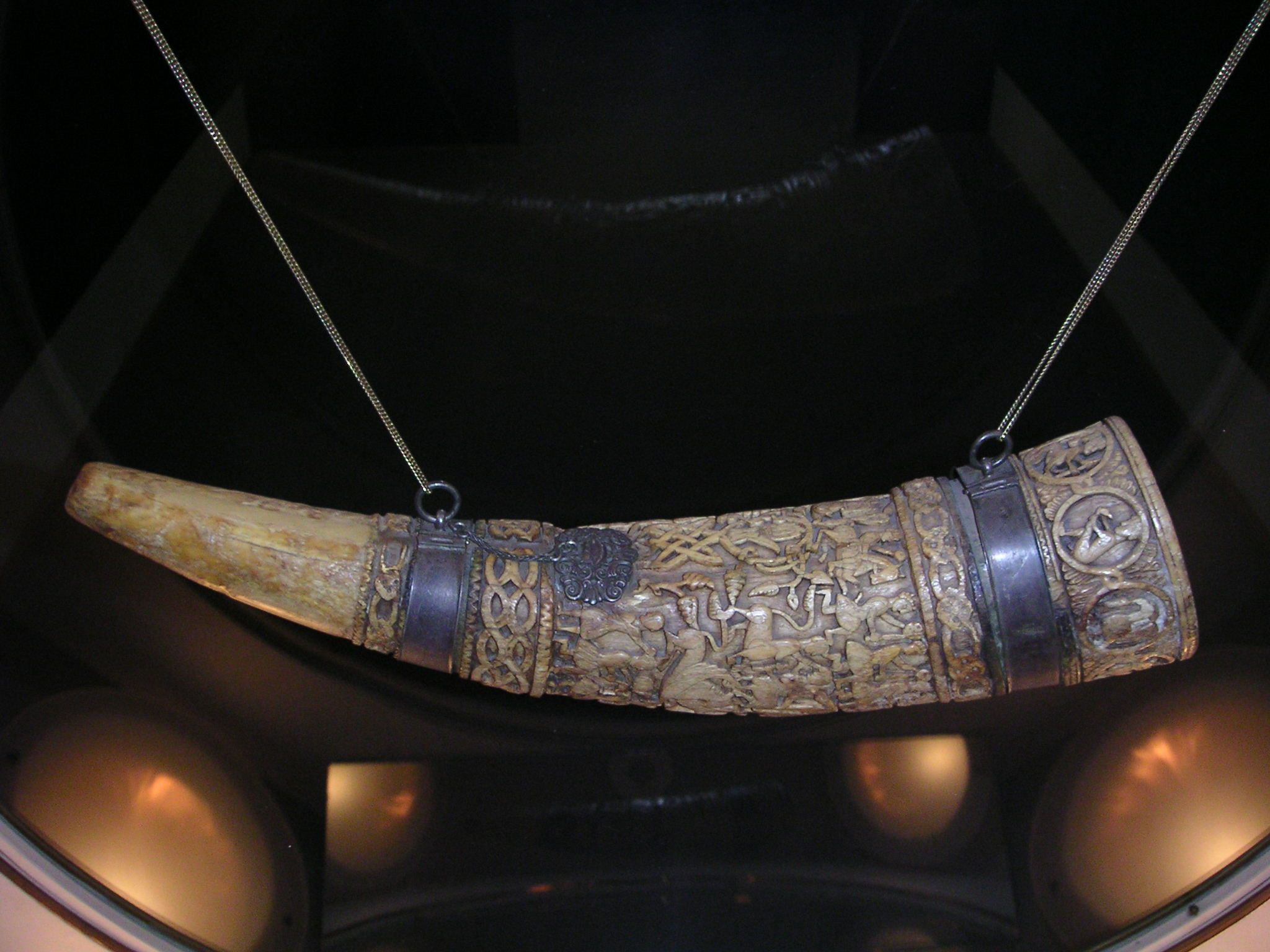
La banya de Lehel, exhibit en el museu de Jászberény, Hongria.

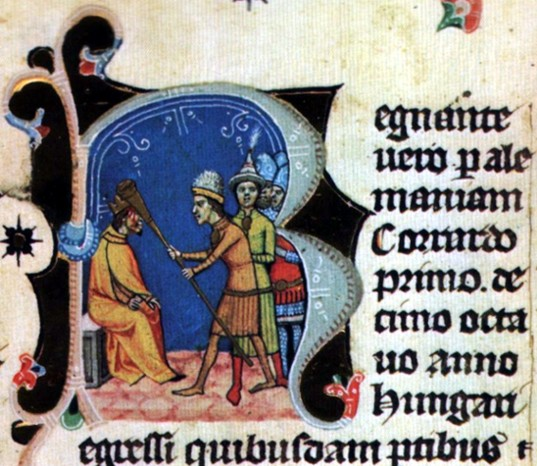
Lehel copejant amb la seva banya de batalla a Conrad, imatge de la Crònica il·lustrada hongaresa,.

Segons les cròniques hongareses, al final de la batalla de Lechfeld, el cap germànic va fer portar al seu davant els líders magiars captius i els va demanar la seva última voluntat abans de ser executats. Lehel, el cabdill magiar, el va amenaçar insistint que ells serien la venjança de déu contra els germànics i que li permetés bufar per la seva banya de guerra abans de morir. Segons la llegenda, probablement aquest cap germànic hauria estat Conrad el Roig de Lorena, que va fer lliurar immediatament la banya de batalla a Lehel. Sobtadament, el cabdill hongarès abans de bufar va donar un fort cop al cap del germànic i el va matar. Si bé investigacions posteriors revelarien que Conrad va morir quan una fletxa li va travessar el coll el 10 de setembre durant la batalla de Lechfeld, segons el cronista medieval Vidukind de Corvey. La certesa de la causa de la mort de Conrad encara és no es té, però sens dubte l'escrit medieval hongarès sobre la llegenda hauria servit per aixecar la moral de la nació després de la derrota de Lechfeld el 955.